# Bagratijeva stolnica
Stolnica Marijinega vnebovzetja ali Kataisijska stolnica, bolj znana kot Bagratijeva stolnica (gruzijsko: ბაგრატი; ბაგრატის ტაძარი, ali Bagratis tadzari), je stolnica iz 11. stoletja v mestu Kutaisi, v regiji Imereti v Gruziji. Mojstrovina srednjeveške gruzijske arhitekture je skozi stoletja utrpela velike poškodbe in je bila postopno rekonstruirana do današnjega stanja s postopkom, ki se je začel v 1950-ih, glavna konservatorska dela pa so bila zaključena leta 2012. Stolnica stoji na griču Ukimerioni.

## Zgodovina
Bagratijeva stolnica je bila zgrajena v zgodnjih letih 11. stoletja, v času kralja Bagrata III. Gruzijskega in se po njem tudi imenuje. Napis na severni steni razkriva, da je bila tla položena v chronicon 223, to je 1003. Leta 1692 so jo v eksploziji opustošile osmanske čete, ki so napadle kraljestvo Imereti. Zaradi incidenta sta se kupola in strop zrušila.
Konservatorsko-restavratorska dela in arheološke študije na stolnici so se začele v 1950-ih pod vodstvom gruzijskega arhitekta Vahtanta Cincadzeja. Restavratorska dela so bila razdeljena na šest stopenj in so se nadaljevala več desetletij do leta 1994 . Istega leta 1994 je bila stolnica Bagrati skupaj s samostanom Gelati vključena na seznam Unescove svetovne dediščine kot enotna entiteta. Leta 2001 je lastništvo stolnice prešlo iz gruzijske države na Gruzinsko pravoslavno cerkev. Trenutno je omejena raba za verske storitve, vendar pritegne veliko romarjev in turistov. Pogosto se uporablja tudi kot simbol mesta Kutaisi, saj je ena njegovih glavnih turističnih znamenitosti.

## Vprašanja glede stanja in ohranjanja
Leta 2010 so se pod vodstvom italijanskega arhitekta Andrea Bruna začela rekonstrukcijska dela, katerih namen je bil vrniti Bagratijevo stolnico v prvotno stanje kot religiozni prostor. Julija 2010 je UNESCO Bagratijevo stolnico dodal na seznam ogroženih krajev svetovne dediščine, delno zaradi nenehne obnove, za katero se je bal, da bo vplivala na strukturno celovitost in avtentičnost lokacije . Leta 2008 je bil ICOMOS zaskrbljen zaradi poslabšanega stanja stolnice, vendar je pohvalil, da kakršna koli prizadevanja vlade za ohranjanje ne bi smela vključevati vrste obnove, ki bi vplivala na zgodovinsko vrednost območja . Leta 2011 je UNESCO pozval gruzijske vladne organe, naj razvijejo strategijo sanacije, ki bi razveljavila nekatere spremembe, ki so bile narejene na kraju, vendar je priznal, da so te spremembe morda »skoraj nepopravljive« . Leta 2013 je arhitekt Andrea Bruno za vlogo v rekonstrukciji stolnice prejel gruzijsko državno medaljo in dobil pozneje priznanje za ta projekt z Mednarodno nagrado za restavriranje in konzervacijo Univerze v Ferrara Domusu.  Unesco je leta 2017 odstranil Bagratijevo stolnico s seznama svetovne dediščine, saj je večja rekonstrukcija škodovala njeni celovitosti in pristnosti. 

## Galerija
- Tloris stolnice